# Grigneuseville
Grigneuseville – miejscowość i gmina we Francji, w regionie Normandia, w departamencie Sekwana Nadmorska.
Według danych na rok 1990 gminę zamieszkiwało 308 osób, a gęstość zaludnienia wynosiła 41 osób/km² (wśród 1421 gmin Górnej Normandii Grigneuseville plasuje się na 605. miejscu pod względem liczby ludności, natomiast pod względem powierzchni na miejscu 498.).